# Кодрень (Васлуй)
Кодрень, Кодрені (рум. Codreni) — село у повіті Васлуй в Румунії. Входить до складу комуни Рошієшть.
Село розташоване на відстані 267 км на північний схід від Бухареста, 22 км на південний схід від Васлуя, 78 км на південь від Ясс, 117 км на північ від Галаца.

## Населення
За даними перепису населення 2002 року у селі проживали 126 осіб, усі — румуни. Усі жителі села рідною мовою назвали румунську.